# Aqsukent
Aqsukent (kasachisch Ақсукент, russisch Аксукент, usbekisch Oqsuvkent; bis 2001 Belyje Wody) ist ein Ort in Kasachstan.

## Geografie
Der Ort liegt im Süden Kasachstans im Gebiet Türkistan rund 20 Kilometer Luftlinie vom Stadtzentrum von Schymkent entfernt. Durch Aqsukent fließt der Fluss Aqsu, ein Nebenfluss des Arys. Aqsukent ist das Verwaltungszentrum des Audan Sairam.

## Geschichte
Aqsukent wurde 1889 gegründet. Der Ort wurde von russischen Siedlern bewohnt und trug zuerst den Namen Belyje Wody (Белые Воды). Am 27. September 2001 wurde er in Aqsu umbenannt. Später wurde der Ortsname nochmals in Aqsukent geändert.

## Bevölkerung
Bei der Volkszählung 1999 hatte Aqsukent 23.620 Einwohner. Die Volkszählung 2009 ergab für den Ort eine Einwohnerzahl von 29.541. Bei der letzten Volkszählung 2021 lebten 32.896 Menschen in Aqsukent. Die Fortschreibung der Bevölkerungszahl ergab zum 1. Januar 2025 eine Einwohnerzahl von 34.308.
| Einwohnerentwicklung               | Einwohnerentwicklung | Einwohnerentwicklung | Einwohnerentwicklung | Einwohnerentwicklung | Einwohnerentwicklung | Einwohnerentwicklung | Einwohnerentwicklung |
| 1939                               | 1959                 | 1970                 | 1979                 | 1989                 | 1999                 | 2009                 | 2021                 |
| ---------------------------------- | -------------------- | -------------------- | -------------------- | -------------------- | -------------------- | -------------------- | -------------------- |
| 1.841                              | 9.403                | 16.811               | 21.057               | 21.935               | 23.620               | 29.541               | 32.896               |
| Anmerkung: Volkszählungsergebnisse |                      |                      |                      |                      |                      |                      |                      |

## Wirtschaft und Verkehr
Nördlich von Aqsukent verläuft die Schnellstraße A2, eine wichtige Ost-West-Verbindung im Süden von Kasachstan. Sie führt in westlicher Richtung nach Schymkent, bevor sie die usbekische Grenze erreicht und schließlich weiter nach Taschkent verläuft. In östlicher Richtung führt sie über Taras und Almaty weiter zur chinesischen Grenze. In Aqsukent befindet sich der Bahnhof Mankent; dieser liegt an der Turkestan-Sibirischen Eisenbahn.

## Söhne und Töchter des Ortes
- Muchtar Tileuberdi (* 1968), Diplomat und Politiker
- Ghafurschan Süjimbajew (* 1990), Fußballspieler